# Evenchi
Gli Evenchi o Ėvenki (russo Эвенки), in italiano chiamati Tungusi almeno fino al 1945, sono un popolo nomade della Cina e della Siberia e fanno parte dei 56 gruppi etnici riconosciuti ufficialmente dalla Repubblica popolare cinese.

## Gli evenchi della Russia

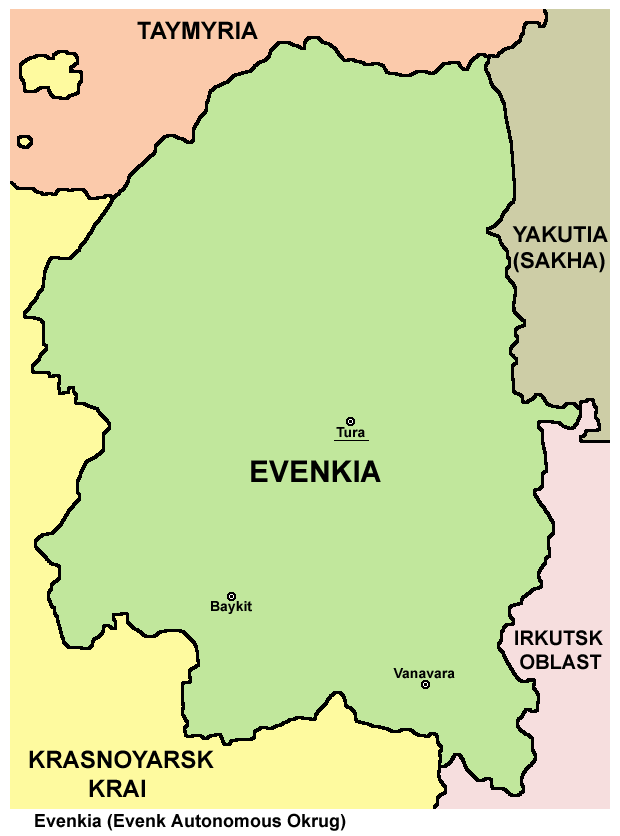
Mappa dell'ex-okrug autonomo degli Evenchi, che è stato fuso con il kraj di Krasnojarsk nel 2007.

Alla fine del XVII secolo, in Russia, gli evenchi erano conosciuti anche come Tungus, termine acquisito dagli jacuti e dai tatari siberiani (nella lingua jacuta si trasforma in Tongus). Nel corso dei secoli, poi, gli evenchi si sono auto-assegnati diversi nomi, tra i quali eveni, poi evenchi. Quest'ultimo divenne, infine, il nome ufficiale nel 1931. Alcuni sottogruppi si denominano Orochen (letteralmente: "abitante del fiume Oro"), Orochon ("allevatore di renne"), Ile ("essere umano"), ecc. Per altre tribù sono stati usati nomi di località, come manjagir, birachen, solon, ecc. Molti di questi nomi sono poi stati erroneamente considerati gruppi etnici distinti. Tra tutti questi gruppi, però, solo gli eveni e i lamuti possono essere considerati etnie differenti.
Gli evenchi abitano un vasto territorio delle taighe siberiane, dal fiume Ob' ad ovest fino al mare di Ochotsk, ad est, e dall'Oceano Artico a nord fino alla Manciuria a sud. L'area totale equivale a circa 2 500 000 km². In tutto il territorio russo, sono solo i russi ad abitare una zona altrettanto vasta. Secondo le strutture amministrative russe, tra l'altro, gli evenchi vivono nelle regioni di Tjumen' e Tomsk, nel territorio di Krasnojarsk, e nelle regioni di Irkutsk, Čita, Amur, Buriazia e Jacuzia. Fino al 2005 esisteva in Russia un Circondario degli Evenchi, poi integrato nel territorio di Krasnojarsk, che nel 2002 ospitava 3 802 Evenchi.
Antropologicamente, gli evenchi appartengono al gruppo paleo-Siberiano del tipo mongolico, originato dall'antico popolo Paleo-siberiano della zona che va dal fiume Enisej al mare di Ochotsk.
La lingua degli evenchi è la più diffusa tra il gruppo delle lingue manciù-tunguse, un ceppo che include anche l'evenco e il negidal.

## Gli evenchi della Cina
Ci sono circa 26.000 evenchi in Cina (i solon, i tungusi, gli ainak, i nakagyr e gli orochon), dei quali 23.000 vivono nella regione di Hulunbuir, nel nord della Mongolia Interna (città di Hailar).

## Religione
Sebbene molti evenchi siano fedeli al lamaismo (che è una delle principali forme di Buddhismo Mahāyāna), gli evenchi di Cina e Russia sono ufficialmente un popolo cristiano ortodosso. Insieme ad altre poche etnie asiatiche, sono una delle poche minoranze a praticare questa religione, che hanno adottato volontariamente attraverso i contatti con i Russi che si espandevano ad est.